# Equidna (mitología)

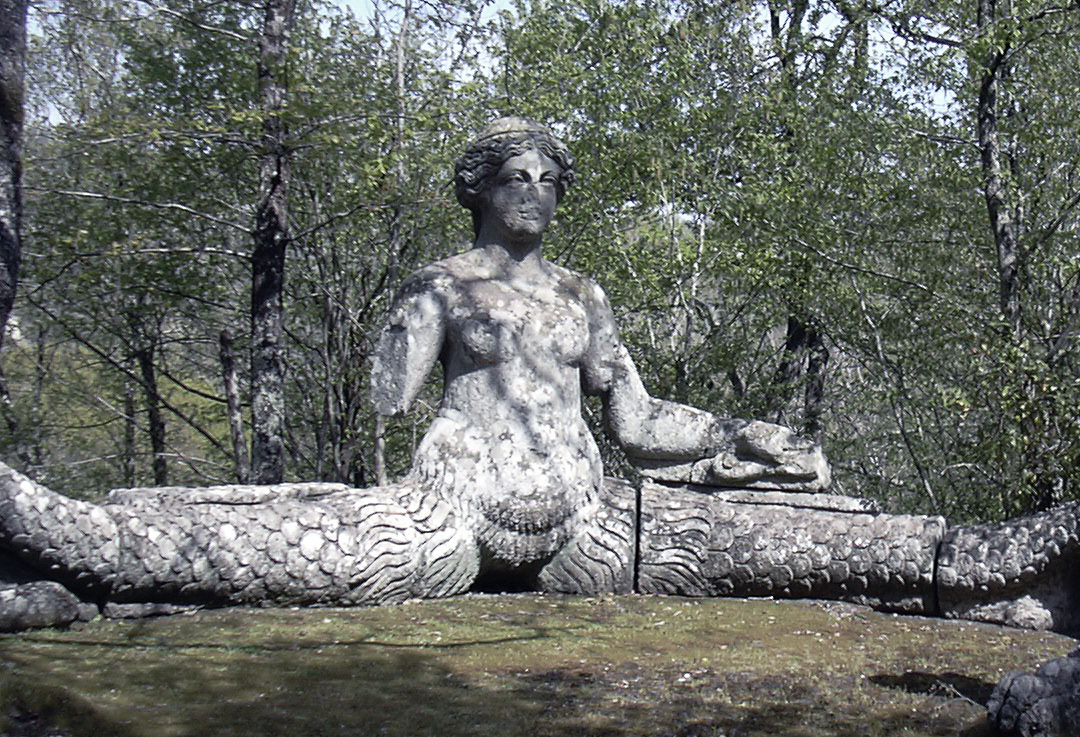
Escultura de Equidna de Pirro Ligorio 1555, en el Parco dei Mostri, Bomarzo, Italia.

En la mitología griega, Equidna (en griego antiguo, Ἔχιδνα - Ejidna: «víbora»; en latín, Echidna) era una monstruosa ninfa que pertenecía a la estirpe de las Fórcides, o monstruos serpentinos femeninos. Los dioses la mantuvieron prisionera bajo la tierra y es especialmente conocida por ser la consorte de Tifón y la madre de los monstruos de la mitología griega.
Dentro de los mitos clásicos a Equidna se la relaciona con Campe (monstruo ctónico y ninfa del Tártaro, siendo sus escamosas piernas como serpientes) y Delfine (la consorte de Pitón). Fuera de la cultura clásica suele ser el equivalente a Lilit de las leyendas hebreas y e igualmente identificable con Astarté de la mitología babilónica.

## Descripción

### Hesíodo
Hesíodo, el primer autor en mencionarla, dice que «otro monstruo extraordinario, en nada parecido a los hombres mortales ni a los inmortales dioses, tuvo «ella» en una cóncava gruta: la divina y astuta Equidna, mitad ninfa de ojos vivos y hermosas mejillas, mitad en cambio monstruosa y terrible serpiente, enorme, jaspeada y sanguinaria, bajo las entrañas de la venerable tierra. Allí habita una caverna en las profundidades, bajo una oronda roca, lejos de los inmortales dioses y de los humanos mortales; allí entonces le dieron como parte los dioses habitar ilustres mansiones. Y fue retenida en el país de los Árimos, bajo la tierra, la funesta Equidna ninfa inmortal y exenta de vejez, por todos los siglos. Con ella cuentan que el terrible, violento y malvado Tifón tuvo contacto amoroso, con la joven de vivos ojos. Y preñada, dio a luz a feroces hijos».

### Otras fuentes
Apolodoro dice que Argos Panoptes «también dio muerte a Equidna, hija de Tártaro y Gea, que raptaba a los caminantes, sorprendiéndola dormida».Aristófanes dice que posee «cien cabezas», acaso acomodándola en descripción con relación al multiforme Tifón. El texto la asocia a otras criaturas del inframundo, entre las que se citan a Cerbero, Estige, Aqueronte, Cocito y las Gorgonas titrasias. Los órficos la describen con la cabeza de una hermosa mujer de largos cabellos y el cuerpo de una serpiente desde el cuello hacia abajo. Finalmente, Nono dice que era «horrenda» y que poseía un «terrible veneno».

## Genealogía
La filiación de Equidna es confusa. En la Teogonía no se especifica bien a la madre, que pudiera ser, entre otras opciones, Ceto, Medusa o bien Calírroe. Para Ferécides equidna es una de las Fórcides, como tal hija de Forcis, pero no se menciona la filiación materna. De acuerdo a Pausanias y Epiménides, Equidna es hija de la oceánide Estige (diosa del río Estigia) y de un tal Pirante o Peiras (que no vuelve a mencionar Pausanias). Para Apolodoro es hija de Tártaro y la Tierra, pero en las tradiciones órficas se la imagina como hija del primordial Fanes.

## La madre de los monstruos
Equidna le alumbró a Tifón una monstruosa prole, con naturaleza feral de perro, serpiente, león, águila o cabra. No en vano Equidna está considerada como la madre de los monstruos. Prácticamente toda su prole fue aniquilada a manos de los héroes: Heracles mató a cuatro de ellos y al menos capturó a Cerbero, pero Edipo venció a la Esfinge, Belerofonte a la Quimera, Teseo a la cerda de Cromión y Jasón (con ayuda de Medea) al dragón de la Cólquide. Escila, junto con Caribdis, aparece tanto vinculada con Jasón y Odiseo en sus periplos. La siguiente es la prole de Equidna y Tifón citada en la fuentes mitográficas:
- Ortro, perro que custodiaba los ganados de Gerión en Eritía[13]
- La Górgona [Medusa], que petrificaba con la mirada.[14]
- Cerbero, perro tricéfalo de broncíneo ladrido que custodia el Hades; en su primera mención tiene cincuenta cabezas[15]
- La Hidra de Lerna, a la que alimentó Hera para ser ruina de Heracles[16]
- La Esfinge, ruina para los cadmeos y llamada Fix (del monte Ficio)[17]
- La Quimera de Licia, con forma de león, serpiente y cabra, que exhala fuego; o criada por Amisodaro[18]
- El león de Nemea, que Hera colocó en los montes, o fue criado por Selene[19]
- El águila del Cáucaso, que devoraba el hígado de Prometeo[20]
- La serpiente del jardín de las Hespérides, Ladón, de diversas voces[21]
- La cerda de Cromión, llamada Fea, como su porqueriza[22]
- El dragón que vigilaba en la Cólquide el vellocino de oro[23]
- Escila, que tenía la parte superior de mujer y la inferior con cabezas de perros[24]
- Un gigante innominado tan sólo conocido por el matronímico de Equídnada,[25] y que fue vencido por Ares. Se dice «que escupía el espantoso dardo de un veneno terrible y poseía una doble naturaleza en un mismo cuerpo. Desde el interior de las selvas se movía agitando en espiral su cola, la espina de su madre».[26]

## Lasdracaenasen las fuentes
Las dracaenas (drácenas) son serpientes (dragones) femeninos, o simplemente dragonas, que se relacionan e identifican con Equidna, de manera explícita o implícita. Algunos autores también la relacionan con la serpentina llamada Síbaris o Lamia, para Antonino Liberal, que acechaba en Fócide.

### Dracaenade los Árimos o Coricia
Para Hesíodo Equidna es «mitad ninfa de ojos vivos y hermosas mejillas, mitad en cambio monstruosa y jaspedada serpiente». Es la madre de los monstruos y mora en las profundidades en una cueva de los Árimos. Apolodoro describe en su parte de la Tifonomaquia, que «Tifón dejó allí los tendones de Zeus, ocultos en la piel de un oso y puso como guardián a la dragona Delfine, medio animal, medio mujer. Pero Hermes y Egipán, sin ser vistos robaron los tendones y se los aplicaron a Zeus». La obra refiere que Delfine moraba en la cueva Coricia de Cilicia.

### Dracaenade Delfos
En los Himnos homéricos se dice que Hera llevó al propio Tifón en compañía de una dragona, y que de ellos nació al menos la Quimera. La mató Apolo arrojándole saetas. En las versiones posteriores del mito ya nos encontramos con el dragón Pitón.

### Dracaenadel Tártaro
Aristófanes describe a Éaco, como uno de los jueces de los muertos, confrontando a Dioniso: «Equidna de cien cabezas, que te desgarrará las entrañas; de tus pulmones se agarrará una murena tartesia (Myraina Tartesia, la "anguila" del Tártaro) y tus dos riñones, ensangrentados, junto con las otras vísceras, te los harán trocitos las Gorgonas titrasias». Esta Equidna también está relacionada con la serpentiforme carcelera del Tártaro, Campe, a quien nos describe como una suerte de versión femenina de Tifón, con rasgos de Equidna y Escila. Ovidio también la menciona en el Tártaro, y dice que ella es el veneno de Cerbero.

### Dracaenade Argos
Dice Apolodoro que Argos Panoptes dio muerte a Equidna, hija de Tártaro y Gea que raptaba a los caminantes, sorprendiéndola dormida. Otra dracaena, si es que no se trata de la misma, es llamada Poine. Fue invocada desde el inframundo por Apolo para castigar a los argivos por la cruel muerte de su hijo infante Lino; fue muerta por el héroe Corebo.

### Dracaenade Escitia
Según Heródoto, los griegos que vivían en el Ponto, una región en la costa sur del Mar Negro, contaron la historia de un encuentro entre Heracles y esta criatura serpentina. Heracles conducía el ganado de Geríones a través de lo que luego se convertiría en Escitia, cuando una mañana se despertó y descubrió que sus caballos habían desaparecido. Mientras los buscaba, «encontró en una cueva una criatura de doble forma que era mitad doncella y mitad serpiente; por encima de las nalgas era una mujer, debajo de ellas una serpiente». Tenía los caballos y prometió devolverlos si Heracles tenía sexo con ella. Heracles estuvo de acuerdo y ella tuvo tres hijos con él: Agatirso, Gelono y Escites. Ella le preguntó a Heracles qué debería hacer con sus hijos: «¿Los guardo aquí, ya que soy la reina de este país, o te los envío?». Heracles le dio un arco y un cinturón, y le dijo que solo criase a aquel niño que fuera capaz de disparar el arco y usara el cinturón; el resto sería desterrado. El hijo menor, Escites, cumplió con los requisitos y se convirtió en el fundador y epónimo de los escitas.